# The Gibson Goddess
The Gibson Goddess est un film muet américain réalisé par D. W. Griffith, sorti en 1909.

## Fiche technique
- Titre : The Gibson Goddess
- Réalisation : D. W. Griffith
- Scénario : D. W. Griffith
- Société de production et de distribution : American Mutoscope and Biograph Company
- Photographie : G. W. Bitzer
- Pays de production :  États-Unis
- Durée : 6 minutes
- Date de sortie : 1er novembre 1909

## Distribution
- Marion Leonard
- Anthony O'Sullivan
- George Nichols
- Frank Evans
- Arthur V. Johnson
- James Kirkwood
- Billy Quirk
- Mack Sennett